# Australische grootoogbaars
De Australische grootoogbaars (Priacanthus macracanthus) is een straalvinnige vis uit de familie van grootoogbaarzen (Priacanthidae), orde van baarsachtigen (Perciformes). De vis kan een lengte bereiken van 30 centimeter.

## Leefomgeving
Priacanthus macracanthus is een zoutwatervis. De soort komt voor in subtropische wateren in de Grote en Indische Oceaan op een diepte van 20 tot 400 meter.

## Relatie tot de mens
Priacanthus macracanthus is voor de visserij van aanzienlijk commercieel belang. In de hengelsport wordt er weinig op de vis gejaagd.
Voor de mens is Priacanthus macracanthus ongevaarlijk.